# Flintina
Flintina es un género de foraminífero bentónico de la subfamilia Miliolinellinae, de la familia Hauerinidae, de la superfamilia Milioloidea, del suborden Miliolina y del orden Miliolida. Su especie tipo es Flintina bradyana. Su rango cronoestratigráfico abarca el Holoceno.

## Clasificación
Flintina incluye a las siguientes especies:
- Flintina avonparkensis
- Flintina azuana
- Flintina bartschi
- Flintina bradyana
- Flintina cercadensis
- Flintina clenchi
- Flintina droogeri
- Flintina georgii
- Flintina hainanensis
- Flintina lingulata
- Flintina novozealandica
- Flintina serratula
- Flintina subglobosa
- Flintina ultima
- Flintina variolaria

Otras especies consideradas en Flintina son:
- Flintina crassatina, aceptado como Pseudoflintina crassatina
- Flintina dispar, de posición genérica incierta
- Flintina fasciata, de posición genérica incierta
- Flintina gordabankensis, de posición genérica incierta
- Flintina neobradyana, de posición genérica incierta
- Flintina pulpitoensis, de posición genérica incierta
- Flintina santacruziana, de posición genérica incierta
- Flintina triquetra, aceptado como Pseudoflintina triquetra